# Wąsosz (województwo kujawsko-pomorskie)
Wąsosz – wieś w Polsce położona w województwie kujawsko-pomorskim, w powiecie nakielskim, w gminie Szubin.

## Podział administracyjny
W latach 1975–1998 miejscowość należała województwa bydgoskiego.

## Położenie geograficzne
Miejscowość leży ok. 7 km od Szubina wzdłuż zachodniego brzegu jeziora Wąsoskiego przy południowej krawędzi jeziora Żędowskiego znajdujących się na terenie Pojezierza Gnieźnieńskiego.

## Nazwa
Nazwa często występuje na terenie Polski i pochodzi od staropolskiego wyrazu „wąsosze”, oznaczającego miejsce, gdzie coś się schodzi, zbiega lub łączy . Prawdopodobnie chodzi tutaj o położenie geograficzne miejscowości leżącej przy zbiegu dwóch jezior Wąsoskiego i Żędowskiego. Najstarsze zapisy pochodzą z XIV i XV wiecznych dokumentów spisanych po łacinie: 1404 Wansosche, 1410 Wanschosche, 1413 Wąssose, 1421 Waynschosse, Wąssosse itp.

## Historia
Wieś istnieje co najmniej od XIII wieku, jednak pierwsze zapisy pochodzą z wieku XIV. Około 1360 w miejscowości urodził się Maciej z Wąsosza herbu Topór polski rycerz i dyplomata, podkomorzy i sędzia ziemski Kalisza. Był on właścicielem miejscowości, którą odziedziczył po przodkach. Współpracował z Władysławem Jagiełłą, brał udział w wojnie z krzyżakami, a po jej zakończeniu reprezentował Królestwo Polskie w układach pokojowych z zakonem .
Około 1520 roku właściciele pól dziedzicznych oraz kmiecie płacili dziesięcinę snopową plebanowi słupskiemu. Oprócz tego kmiecie płacili również 2 grosze dziesięciny lnianej oraz kolędę po groszu od łanu. Grosz płacili również karczmarze.
Miejscowość do rozbiorów Polski leżała w Rzeczypospolitej Obojga Narodów. W wyniku rozbiorów Wąsosz wraz z całym regionem znalazł się w granicach zaboru pruskiego. Pod koniec XVIII wieku wieś należała do Stanisława Mycielskiego, dziedzica Szubina.
W drugiej połowie XIX wieku miejscowość wymienia Słownik geograficzny Królestwa Polskiego podając, że wraz z Babią Gacią tworzyła okręg wiejski liczący 50 domów z zamieszkującymi je 384 mieszkańcami, w tym 279 katolików i 105 protestantów. Rozciągała się ona na obszarze 747 hektarów, w tym 390 ha roli, 78 ha łąk i 131 ha lasu. W miejscowości znajdowała się wówczas szkoła, wiatrak do mielenia zboża oraz cegielnia. W okolicach znajdowały się również eksploatowane pokłady torfu.

## Demografia
Według Narodowego Spisu Powszechnego (III 2011 r.) liczyła 327 mieszkańców. Jest trzynastą co do wielkości miejscowością gminy Szubin.

## Atrakcje turystyczne
W 1939 miejscowość znalazła się na linii polskiej pozycji obronnej z 1939, przebiegającej wzdłuż linii jezior żnińskich i obsadzonej przez 25 DP. W ramach jej umocnienia, na przesmykach między jeziorami wybudowano betonowe schrony bojowe. Jeden z nich wybudowano w Wąsoszu, przy drodze Szubin – Żnin (przy 82,4 km drogi krajowej nr 5 według przebiegu onowiązującego w początku XXI wieku). W 2009 ten 150-tonowy obiekt został częściowo odsłonięty przez pasjonatów.
W związku z budową odcinka Szubin – Żnin drogi ekspresowej S5 konieczne się stało przesunięcie betonowego bunkra poza teren budowy. W początku lutego 2018 został on przemieszczony w kierunku wschodnim na odległość 34 m. W celu wykorzystania walorów turystycznych obiektu, który będzie zlokalizowany przy drodze dojazdowej, powstanie przy nim specjalna zatoka parkingowa.
Nad jeziorem Wąsoskim znajduje się kąpielisko strzeżone z wypożyczalnią sprzętu wodnego.